# Argentína a 2017. évi téli universiadén
Argentína a kazahsztáni Almatiban megrendezett 2017. évi téli universiade egyik részt vevő nemzete volt.

## Alpesisí
| Versenyző        | Versenyszám            | 1. futam      | 1. futam      | 2. futam | 2. futam | Összesítés | Összesítés |
| Versenyző        | Versenyszám            | Idő           | Hely.         | Idő      | Hely.    | Idő        | Helyezés   |
| ---------------- | ---------------------- | ------------- | ------------- | -------- | -------- | ---------- | ---------- |
| Tomás Bacigalupo | Műlesiklás             | 1:07,75       | 45.           | 1:10,12  | 37.      | 2:17,87    | 36.        |
| Tomás Bacigalupo | Óriás-műlesiklás       | 1:13,69       | 66.           | 1:18,66  | 61.      | 2:32,35    | 59.        |
| Tomás Bacigalupo | Szuperóriás-műlesiklás | nem ért célba | nem ért célba | kiesett  | kiesett  | kiesett    | kiesett    |

| Versenyző        | Versenyszám | Szuperóriás- műlesiklás | Szuperóriás- műlesiklás | Műlesiklás | Műlesiklás | Összesítés  | Összesítés  |
| Versenyző        | Versenyszám | Idő                     | Hely.                   | Idő        | Hely.      | Idő         | Helyezés    |
| ---------------- | ----------- | ----------------------- | ----------------------- | ---------- | ---------- | ----------- | ----------- |
| Tomás Bacigalupo | Összetett   | kizárták                | kizárták                | kiesett    | kiesett    | helyezetlen | helyezetlen |

Versenyzők adatai:
| Név              | Születési idő    | Kora  | Egyesület | Felsőoktatási tanintézet          |
| Tomás Bacigalupo | 1998. június 17. | 18 év | ADCL      | Buenos Aires Technology Institute |

## Hódeszka
Akrobatika
| Versenyző       | Versenyszám   | Selejtező | Selejtező | Selejtező | Elődöntő | Elődöntő | Elődöntő | Döntő    | Döntő    | Helyezés |
| Versenyző       | Versenyszám   | 1. futam  | 2. futam  | Hely.     | 1. futam | 2. futam | Hely.    | 1. futam | 2. futam | Helyezés |
| --------------- | ------------- | --------- | --------- | --------- | -------- | -------- | -------- | -------- | -------- | -------- |
| Iñaki Odriozola | Férfi lejtő   | 21,50     | 66,50     | 9.        |          |          |          | 57,75    | 44,75    | 9.       |
| Iñaki Odriozola | Férfi big air | 74,50     | 60,50     | 7.        |          |          |          | 71,50    | 18,00    | 7.       |

Krossz
| Versenyző       | Verseny- szám | Selejtező | Selejtező | Selejtező | Selejtező | Selejtező | Selejtező | Negyed- döntő | Elődöntő | Döntő   | Helyezés |
| Versenyző       | Verseny- szám | 1. futam  | 1. futam  | 2. futam  | 2. futam  | Össz.     | Össz.     | Negyed- döntő | Elődöntő | Döntő   | Helyezés |
| Versenyző       | Verseny- szám | Idő       | Hely.     | Idő       | Hely.     | Idő       | Hely.     | Hely.         | Hely.    | Hely.   | Helyezés |
| --------------- | ------------- | --------- | --------- | --------- | --------- | --------- | --------- | ------------- | -------- | ------- | -------- |
| Iñaki Odriozola | Férfi         | 1:14,83   | 28.       | 1:13,63   | 24.       | 1:13,63   | 26.       | kiesett       | kiesett  | kiesett | 29.      |

Versenyző adatai:
| Név             | Születési idő   | Kora  | Egyesület             | Felsőoktatási tanintézet                   |
| Iñaki Odriozola | 1996. január 3. | 21 év | Club Andino Bariloche | University of Business and Social Sciences |